# Conus glenni
Conus glenni é uma espécie de gastrópode do gênero Conus, pertencente a família Conidae.